# اسوتلانا وانیو
اسوتلانا وانیو (به انگلیسی: Svetlana Vanyo) (زادهٔ ۲۶ مهٔ ۱۹۷۷) شناگر اهل روسیه است.